# Mallomys istapantap
Mallomys istapantap  (Flannery, Aplin & Groves, 1989) è un Roditore della famiglia dei Muridi endemico della Nuova Guinea.

## Descrizione

### Dimensioni
Roditore di grandi dimensioni, con lunghezza della testa e del corpo tra 352 e 477 mm, la lunghezza della coda tra 280 e 363 mm, la lunghezza del piede tra 60 e 80 mm, la lunghezza delle orecchie tra 23 e 37 mm e un peso fino a 1,95 kg.

### Aspetto
La pelliccia è densa, cosparsa di peli nerastri lunghi fino a 70 mm. Il colore delle parti superiori e delle zampe anteriori è grigio-brunastro scuro, più chiaro verso la coda e sul dorso delle zampe posteriori, mentre le parti ventrali sono bianche. 
Le orecchie, le mani e i piedi sono ricoperti di piccoli peli brunastri, mentre la pelle è chiara. Le vibrisse sono nere.
La coda è più corta della testa e del corpo, è nerastra nella metà basale, bianca in quella terminale ed è ricoperta da 8-9 anelli di scaglie per centimetro, ognuna corredata di 3 peli. Le femmine hanno un paio di mammelle pettorali e 2 paia inguinali.

## Biologia

### Comportamento
Vive in cunicoli al suolo tra ammassi rocciosi.

### Riproduzione
Le femmine danno probabilmente alla luce un piccolo alla volta.

## Distribuzione e habitat
Questa specie è diffusa nella cordigliera centrale della Nuova Guinea.
Vive nelle foreste montane e nelle praterie sub-alpine tra 2.450 e 3.850 metri di altitudine.

## Conservazione
La IUCN Red List, considerato il vasto areale e nonostante la popolazione non sia numerosa, classifica M.istapantap come specie a rischio minimo (Least Concern).